# Genelle Williams
Genelle Williams (Toronto, 18 febbraio 1984) è un'attrice canadese.
È conosciuta in Italia soprattutto per il ruolo di Dajan Jeffris, chiamata anche DJ, nella serie televisiva The Latest Buzz in onda su Disney Channel e per il suo ruolo nella serie televisiva Warehouse 13, dove interpreta Leena.

## Filmografia

### Cinema
- Il padre di mio figlio (My Baby's Daddy), regia di Cheryl Dunye (2004) - non accreditata
- L'ultima porta - The Lazarus Child (The Lazarus Child), regia di Graham Theakstone (2004)
- Boygirl - Questione di... sesso (It's a Boy Girl Thing), regia di Nick Hurran (2006)
- L'incredibile Hulk (The Incredible Hulk), regia di Louis Leterrier (2008)
- Saving God, regia di Duane Crichton (2008)
- Orphan, regia di Jaume Collet-Serra (2009)
- Clara, regia di Akash Sherman (2018)
- Il calendario di Natale (The Holiday Calendar), regia di Bradley Walsh (2018)
- American Hangman - Colpevole o innocente (American Hangman), regia di Wilson Coneybeare (2019)
- Spiral - L'eredità di Saw (Spiral: From the Book of Saw), regia di Darren Lynn Bousman (2021)

### Televisione
- Eloise al Plaza (Eloise at the Plaza) – film TV, regia di Kevin Lima (2003)
- Una nuova vita per Zoe (Wild Card) – serie TV, 1 episodio (2003)
- Radio Free Roscoe – serie TV, 15 episodi (2003–2005)
- Alla corte di Alice (This is Wonderland) – serie TV, 1 episodio (2004)
- Un padre per Jake (More Sex & the Single Mom) – film TV, regia di Don McBrearty (2005)
- Agente speciale Sue Thomas (Sue Thomas: F.B.Eye) – serie TV, 1 episodio (2005)
- Kevin Hill – serie TV, 1 episodio (2005)
- Degrassi: The Next Generation – serie TV, 3 episodi (2005–2007)
- Doomstown – film TV, regia di Sudz Sutherland (2006)
- Banshee – film TV, regia di Kari Skogland (2006)
- Lovebites – serie TV, 3 episodi (2007)
- The Note – film TV, regia di Douglas Barr (2007)
- The Latest Buzz – serie TV, 66 episodi (2007-2010)
- The Tower – film TV, regia di Davis Guggenheim (2008)
- Un'occasione per amare (Taking a Chance on Love) – film TV, regia di Douglas Barr (2009)
- Flashpoint – serie TV, 1 episodio (2009)
- The Line – serie TV, 1 episodio (2009)
- Warehouse 13 – serie TV, 8 episodi (2009-2014)
- The Listener – serie TV, 1 episodio (2011)
- The Lottery – serie TV, 2 episodi (2014)
- Tre voci per Natale (An En Vogue Christmas) – film TV, regia di Brian K. Roberts (2014)
- Remedy – serie TV, 20 episodi (2014-2015)
- Bitten – serie TV, 20 episodi (2014-2016)
- Saving Hope – serie TV, 2 episodi (2015)
- Rogue – serie TV, 1 episodio (2016)
- Private Eyes - serie TV, 1 episodio (2017)
- Dark Matter – serie TV, 1 episodio (2017)
- Ricetta Mortale (Second Opinion) – film TV, regia di Caroline Labrèche (2018)
- In Contempt – serie TV, 4 episodi (2018)
- The Expanse – serie TV, 4 episodi (2018)
- Christmas Catch – film TV, regia di Justin G. Dyck (2018)
- Northern Lights of Christmas – film TV, regia di Jonathan Wright (2018)
- Cardinal – serie TV, 3 episodi (2019)
- Coroner – serie TV, 1 episodio (2019)
- Magical Christmas Shoes – film TV, regia di Robin Dunne (2019)
- Turkey Drop – film TV, regia di Jerry Ciccoritti (2019)
- Utopia Falls – serie TV, 1 episodio (2020)
- Schitt's Creek – serie TV, 1 episodio (2020)
- Clarice – serie TV, 1 episodio (2021)
- Avvocati di famiglia (Family Law) – serie TV (2021-in corso)
- Per un calice d'amore (The Perfect Pairing), regia di Don McBrearty - film TV (2022)

### Cortometraggi
- Mookie's Law, regia di Al Mukadam (2008)
- Running Boy, regia di Al Mukadam (2010)
- 77 Days, regia di Shailene Garnett (2016)
- Animal, regia di Daniel Benoit (2017)

## Doppiatrici italiane
Nelle versioni in lingua italiano dei suoi lavori, Genelle Williams è stata doppiata da:
- Giò Giò Rapattoni in The Latest Buzz
- Francesca Manicone in Warehouse 13
- Chiara Francese in Bitten
- Jessica Bologna in Tre voci per Natale
- Rossella Acerbo in Private Eyes
- Roberta Maraini in Cardinal
- Emanuela Damasio in Spiral - L'eredità di Saw
- Joy Saltarelli in Avvocati di famiglia
- Alessandra Cerruti in Per un calice d'amore

Da doppiatrice è stata sostituita da:
- Jenny De Cesarei in Tom Clancy's The Division 2